# 相川真一
相川 真一（あいかわ しんいち、1973年11月9日 - ）は、東海地方を中心に活動しているタレント。名古屋タレントビューロー所属。愛知県犬山市出身。

## 補足
- 名古屋学院大学在学当時のサークルの先輩に青木さやかがおり、それ以来交友が続いている。事務所も青木さやかが、当初所属していた名古屋タレントビューローで同じ。青木さやかが日本テレビ系おしゃれカンケイに出演した際、相川が電話で出演した。
- 中京テレビのWebマガジンなでしこの表リーグでチャンピオンになった。

## 現在出演中の番組
- マーサ夕遊スタジオ（土曜 16:30 - 18:00　ぎふチャンラジオ）
- 満喫 亀山ライフ!（金曜 19:25 - 19:30　三重テレビ）
- ベルディの便り（ケーブルネット鈴鹿）
- 東海ラジオの深夜ニュース〔火曜日（以前は金曜日を担当）〕
- 快適生活 ラジオショッパー（エフエム愛知）

### 過去
- Radio Connection 第1部ポッパーズ・ナイト（水曜 ぎふチャンラジオ）
- OCT情報交差点（火曜 18:00 - 他　大垣ケーブルテレビ）

#### 特別番組
- THE検定★ぎふ100%（2007年12月24日、ぎふチャン）
- きょうもよろしく（2019年8月22・23日、東海ラジオ） - 安蒜豊三休暇のため、代理パーソナリティを担当